# Burg Sokolac
Die Burg Sokolac steht auf einem Hügel im kroatischen Städtchen Brinje in der Gespanschaft Lika-Senj und gehört zu den bedeutendsten gotischen Denkmälern in Kroatien. Sie ist heute die Ruine einer Spornburg, die 1411 erstmals urkundlich erwähnt wurde und im Besitz des Adelsgeschlechts der Frankopanen war. Von der lokalen Bevölkerung wird sie einfach auch Gradina genannt. Ihre kroatische Bezeichnung Sokolac bedeutet auf Deutsch „Falkenturm“.

## Geschichte
Die Burg wurde von Nikola IV. Frankopan als neues Zentrum seiner Familie erbaut. Als erster der Frankopanen zog dort Ivan Anž VI. Frankopan Brinjski ein.
Die Burg wird das erste Mal bereits 1411 erwähnt. Ihre Kapelle St. Maria mit ihren drei Stockwerken und dem gotischen Portal ist die besterhaltene Burgkapelle in Kroatien. Im gotischen Gewölbe der Krypta und im ersten Stock findet man die Wappen der Familien Frankopan und Gorjanski. Die Frankopanen errichteten neben der Burg eine befestigte Siedlung in Form eines unregelmäßigen Sechsecks, vier halbkreisförmigen Türmen und einer Bastion. In der Pfarrkirche St. Maria findet man die Grabplatte des Matija Čubranić aus dem Jahre 1511.